# Prix Éphrem Houel
Prix Éphrem Houel är ett travlopp för fyraåriga varmblodiga hingstar och ston som körs på Vincennesbanan utanför Paris i Frankrike varje år i februari. Det är ett Grupp 2-lopp, det vill säga ett lopp av näst högsta internationella klass. Loppet körs över distansen 2100 meter. Förstapriset är 54 000 euro.

## Vinnare
| År   | Häst               | Efter            | Kusk                  | Tränare                 | Distans | Tid    |
| ---- | ------------------ | ---------------- | --------------------- | ----------------------- | ------- | ------ |
| 2024 | Koctel du Dain     | Boccador de Simm | David Thomain         | Philippe Allaire        | 2 100 m | 1'10"9 |
| 2023 | Juliet Papa Bravo  | Ready Cash       | Clément Duvaldestin   | Thierry Duvaldestin     | 2 100 m | 1'11"3 |
| 2022 | Idao de Tillard    | Severino         | Clément Duvaldestin   | Thierry Duvaldestin     | 2 700 m | 1'12"1 |
| 2021 | Hirondelle Sibey   | Gazouillis       | Éric Raffin           | Alice Dubert            | 2 850 m | 1'14"5 |
| 2020 | Gu d'Héripré       | Coktail Jet      | Franck Nivard         | Philippe Billard        | 2 850 m | 1'13"8 |
| 2019 | Falcao de Laurma   | Uniclove         | Anthony Barrier       | Thierry Duvaldestin     | 2 850 m | 1'14"0 |
| 2018 | Élite du Ruel      | Timoko           | Franck Anne           | Franck Anne             | 2 850 m | 1'18"9 |
| 2017 | Draft Life         | Ubriaco          | Éric Raffin           | Louis Baudron           | 2 850 m | 1'15"9 |
| 2016 | Cobra Bleu         | Fortuna Fant     | Pierre Vercruysse     | Pierre Vercruysse       | 2 850 m | 1'14"8 |
| 2015 | Bardane du Houlbet | Jet Fortuna      | David Thomain         | Romain-Christian Larue  | 2 150 m | 1'14"3 |
| 2014 | Astor du Quenne    | Opus Viervil     | Éric Raffin           | Sébastien Guarato       | 2 175 m | 1'15"1 |
| 2013 | Victoire           | Kitko            | Mathieu Mottier       | Danielle Mottier        | 2 175 m | 1'11"7 |
| 2012 | Unique Quick       | Prince d'Espace  | Franck Leblanc        | Franck Leblanc          | 2 175 m | 1'15"6 |
| 2011 | Timoko             | Imoko            | Richard Westerink     | Richard Westerink       | 2 175 m | 1'11"4 |
| 2010 | Sévérino           | Gobernador       | Christian Bigeon      | Christian Bigeon        | 2 175 m | 1'12"1 |
| 2009 | Rocklyn            | Love You         | Michel Lenoir         | Philippe Moulin         | 2 175 m | 1'13"3 |
| 2008 | Qualmio de Vandel  | Gobernador       | Franck Nivard         | Thierry Duvaldestin     | 2 175 m | 1'12"1 |
| 2007 | Pearl Queen        | Carpe Diem       | Thierry Duvaldestin   | Thierry Duvaldestin     | 2 175 m | 1'12"9 |
| 2006 | Orlando Vici       | Quadrophenio     | Jean-Michel Bazire    | Fabrice Souloy          | 2 175 m | 1'13"7 |
| 2005 | Niky               | Viking's Way     | Jean-Michel Bazire    | Laurent-Claude Abrivard | 2 175 m | 1'13"0 |
| 2004 | Mambo King         | Ganymède         | Jean-Michel Bazire    | Jean-Michel Bazire      | 2 175 m | 1'15"1 |
| 2003 | Lilium Madrik      | Arnaqueur        | Yves Dreux            | Karim Hawas             | 2 175 m | 1'14"2 |
| 2002 | Kaisy Dream        | Extreme Dream    | Joseph Verbeeck       | Jean-Pierre Dubois      | 2 175 m | 1'16"1 |
| 2001 | Janson d'Ailly     | Ursis            | Bernard Piton         | Richard Leroux          | 2 175 m | 1'13"5 |
| 2000 | Ivilla Blue        | Buvetier d'Aunou | Michel Donio          | Michel Donio            | 2 700 m | 1'18"3 |
| 1999 | Hand du Vivier     | And Arifant      | Jean-Pierre Thomain   | Jean-Yves Lecuyer       | 2 700 m | 1'16"3 |
| 1998 | Goetmals Wood      | And Arifant      | Jean-Pierre Dubois    | Michel Donio            | 2 700 m | 1'18"0 |
| 1997 | Fleuron Perrine    | Ténor de Baune   | Jean-Baptiste Bossuet | Jean-Baptiste Bossuet   | 2 700 m | 1'16"3 |
| 1996 | Eyra de Bellouet   | Wiking's Way     | Patrice Lebouteiller  | Patrice Lebouteiller    | 2 700 m | 1'17"2 |
| 1995 | Défi d'Aunou       | Armbro Goal      | Jean-Étienne Dubois   | Jean-Étienne Dubois     | 2 700 m | 1'17"3 |
| 1994 | Cèdre du Vivier    | Hêtre Vert       | Jean-Pierre Thomain   | Jean-Yves Lecuyer       | 2 700 m | 1'18"8 |
| 1993 | Bahama             | Quito de Talonay | Jean-Pierre Dubois    | Jean-Pierre Dubois      | 2 650 m | 1'17"5 |
| 1992 | Artificier         | Mon Tourbillon   | Jean-Pierre Viel      | Jean-Pierre Viel        | 2 650 m | 1'16"9 |
| 1991 | Verdict Gédé       | Kagino           | Jean-Claude Hallais   | Jean-Claude Hallais     | 2 650 m | 1'17"5 |
| 1990 | Ugh                | Honorin          | Michel Roussel        | Alain Houssin           | 2 650 m | 1'17"3 |
| 1989 | Ténor de Baune     | Le Loir          | Jean-Baptiste Bossuet | Jean-Baptiste Bossuet   | 2 650 m | 1'20"7 |
| 1988 | Sébrazac           | Ejakval          | Michel-Marcel Gougeon | Ulf Nordin              | 2 650 m | 1'19"3 |
| 1987 | Renoso             | Buffet II        | Paul Viel             | Paul Viel               | 2 650 m | 1'20"5 |
| 1986 | Quadrophenio       | Dekeel           | Daniel Béthouart      | Daniel Béthouart        | 2 650 m | 1'19"1 |
| 1985 | Pikeel             | Dekeel           | Patrick Orrière       | Gérard-Auguste Hubert   | 2 650 m | 1'21"8 |
| 1984 | Orégon             | Ura              | Michel Lenoir         | Roger Veslard           | 2 600 m | 1'21"1 |
| 1983 | Notre Aiglon       | Aigle Noir       | Jean-René Gougeon     | Jean-René Gougeon       | 2 600 m | 1'20"7 |
| 1982 | Mon Ouiton         | Kerjacques       | Léopold Verroken      | Léopold Verroken        | 2 600 m | 1'19"7 |
| 1981 | La Bourrasque      | Buffet II        | Jean-Pierre Viel      | Jean-Pierre Viel        | 2 600 m | 1'22"5 |
| 1980 | Khali de Vrie      | Quirinus III     | Roger Baudron         | Roger Baudron           | 2 600 m | 1'20"5 |
| 1979 | Jorky              | Kerjacques       | Léopold Verroken      | Léopold Verroken        | 2 625 m | 1'20"3 |
| 1978 | Idéal du Gazeau    | Alexis III       | Eugène Lefèvre        | Eugène Lefèvre          | 2 625 m | 1'19"2 |
| 1977 | Hesterelle         | Vigneron         | Pierre Levasseur      | Pierre Levasseur        | 2 600 m | 1'20"3 |
| 1976 | Gars de Fontaine   | Volnay II        | Pierre Levasseur      | Pierre Levasseur        | 2 600 m | 1'20"9 |
| 1975 | Floride            | Tiki R           | Jean-René Gougeon     |                         | 2 600 m | 1'21"7 |
| 1974 | Espoir de Sée      | Uccello B        | Alain Houssin         |                         | 2 600 m | 1'20"8 |
| 1973 | Doublet            | Halbran II       | Alain Roussel         |                         | 2 600 m | 1'21"8 |
| 1972 | Chabichou          | Quélogaden       | Louis Mellette        |                         | 2 600 m | 1'21"3 |
| 1971 | Beau Rivage        | Obervi           | Gérard Mascle         |                         | 2 600 m | 1'20"9 |
| 1970 | Aigle Noir         | Mario            | Pierre Giffard        |                         | 2 600 m | 1'20"5 |